# Iván Cepeda
Pour les articles homonymes, voir Cepeda.
Iván Cepeda Castro, né le 24 octobre 1962 à Bogota, est un homme politique colombien de gauche, militant des droits de l'homme et philosophe. Membre de la Chambre des représentants de 2010 à 2014, il est actuellement membre du Sénat en tant que membre du Pôle démocratique alternatif. Il est le porte-parole officiel du Mouvement des victimes de crimes d'État (MOVICE), une organisation née en 2003 pour réunir les familles des victimes de crimes contre l'humanité et les organisations qui travaillent pour les droits de l'homme.

## Biographie

### Jeunesse et premiers engagements
Né à Bogota, Iván Cepeda est le fils aîné des militants de gauche Manuel Cepeda Vargas et Yira Castro. En 1965, à l'âge de 3 ans, lui et sa famille sont contraints à l'exil en raison de la répression politique, et pendant ses premières années, ils vivent à Prague. À la suite de l'invasion de la Tchécoslovaquie par le Pacte de Varsovie, la famille se réfugie à La Havane, la capitale cubaine. Sa famille retourne en Colombie en 1970, mais reste la cible de violences politiques. Le 9 août 1994, son père est assassiné dans les rues de Bogotá par un groupe paramilitaire,.
À 19 ans, Iván Cepeda émigre à Sofia en Bulgarie, où il a étudié la philosophie à l'Université de Sofia. Cepeda revient en Colombie en 1987 en tant que critique du modèle soviétique qu'il juge autoritaire, et s'engage dans la campagne présidentielle de Bernardo Jaramillo Ossa, candidat de l'Union patriotique. Jaramillo Ossa est assassiné en 1990. Iván Cepeda prend plus tard ses distances avec le Parti communiste colombien, un parti dans lequel il a été actif dans son adolescence, et en 1990 rejoint l'Alliance démocratique M-19. 

### Défense des droits de l'homme
Après l'assassinat de son père, Iván Cepeda crée la Fondation Manuel Cepeda avec son épouse, Claudia Girón, pour identifier les auteurs du crime. Il fonde ensuite le Mouvement national des victimes, composé de 17 organisations qui cherchent à obtenir justice pour les crimes commis pendant le conflit armé. Les menaces violentes à son encontre se multiplient, ce qui le conduit à s'exiler en France en 2000. Pendant son séjour en France, il obtient une maîtrise en droits de l'homme à l'université de Lyon. Il retourne ensuite en Colombie en 2003 pour reprendre son travail de défense des victimes de la violence étatique et paramilitaire en Colombie.
Il est à nouveau visé par de nombreuses menaces de mort en 2025 après la condamnation de l’ancien président Álvaro Uribe (2002-2010) à douze ans d'assignation à résidence pour subordination de témoin. Iván Cepeda l'avait accusé d’avoir entretenu des relations étroites avec des groupes paramilitaires d’extrême droite. Suite à ces accusations, l’ex-président avait à son tour incriminé le sénateur Cepeda pour ses propos, mais la justice avait décidé d’ouvrir une enquête contre Álvaro Uribe en 2018, lui reprochant d’avoir manipulé des témoins de façon systématique afin de discréditer les accusations du sénateur.

### Carrière politique
Iván Cepeda se présente à la Chambre des représentants lors des élections législatives de 2010. Il obtient plus de 35 000 voix et est élu en tant que membre du Pôle démocratique alternatif. En 2014, Iván Cepeda choisit de se présenter au Sénat, obtenant un total de 84 126 voix et se faisant élire avec succès. Il est réélu en 2018, remportant 77 842 voix au cours de ce cycle.